# Maurice Tabuteau
Pour les articles homonymes, voir Tabuteau.

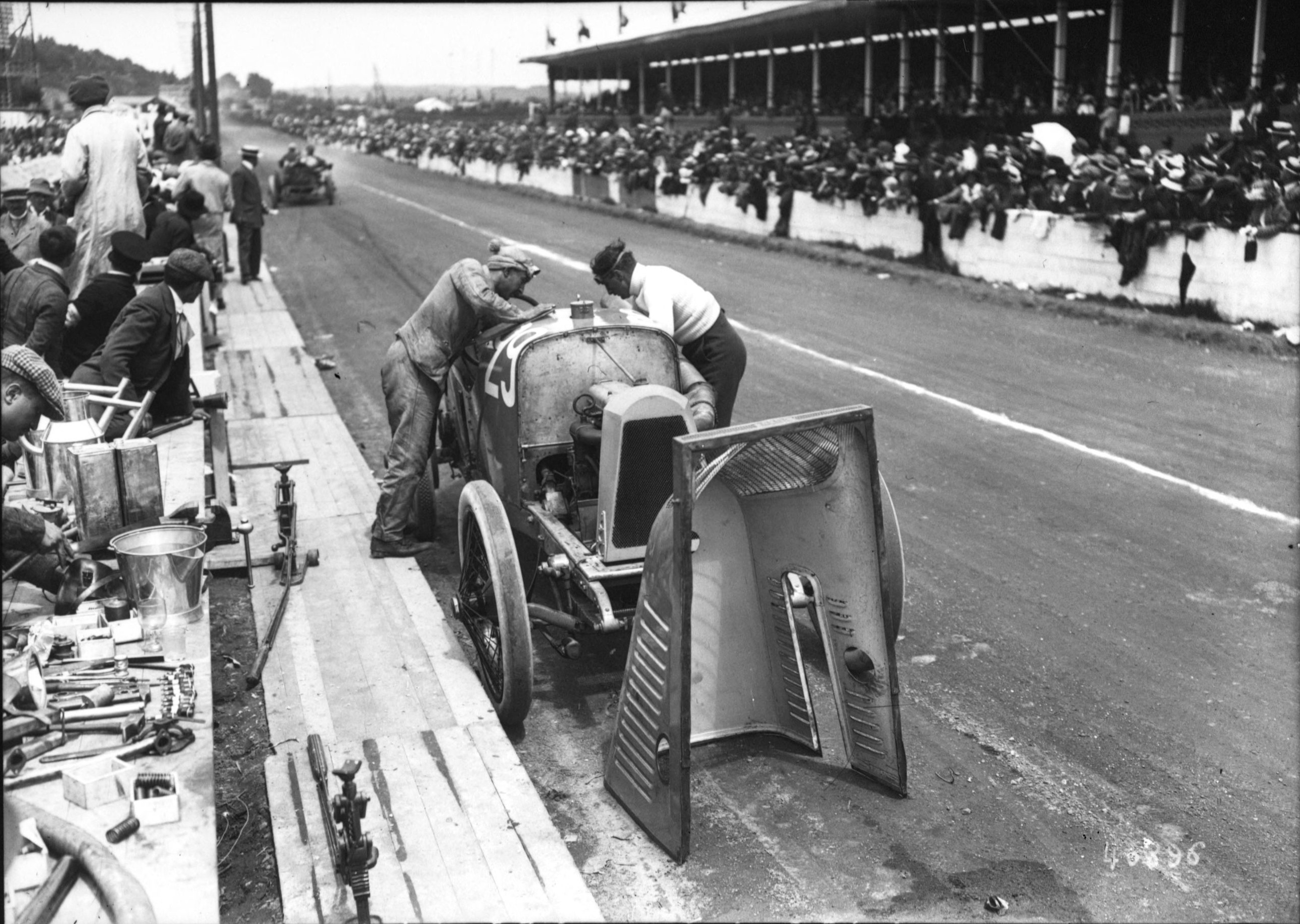
Maurice Tabuteau accidenté sur Alda, au Grand Prix de France 1914 (abandon).

Maurice Alfred Eugène Tabuteau, né le 24 avril 1884 dans le 10e arrondissement de Paris et mort le 14 juin 1976 à Massy, est un pionnier français de l'aviation.

## Formation
Comme beaucoup d'autres aviateurs, ce fils d'une famille aisée, orphelin assez tôt d'un père ingénieur, a débuté dans le monde des sports mécaniques. Ephémère élève de l’École supérieure d'électricité, il entre dans la vie active comme metteur au point et essayeur de motocyclettes chez Griffon, puis comme directeur technique des taxis De Dion-Bouton. Il sera même pilote automobile : sixième de la VIIe Coupe des Voiturettes à Boulogne-sur-Mer en 1913 et participant au Grand Prix de France 1914, les deux fois sur Alda. Après guerre il est un des directeurs de l'entreprise de carrosserie de l'ancien pilote Weymann.

## Carrière aéronautique

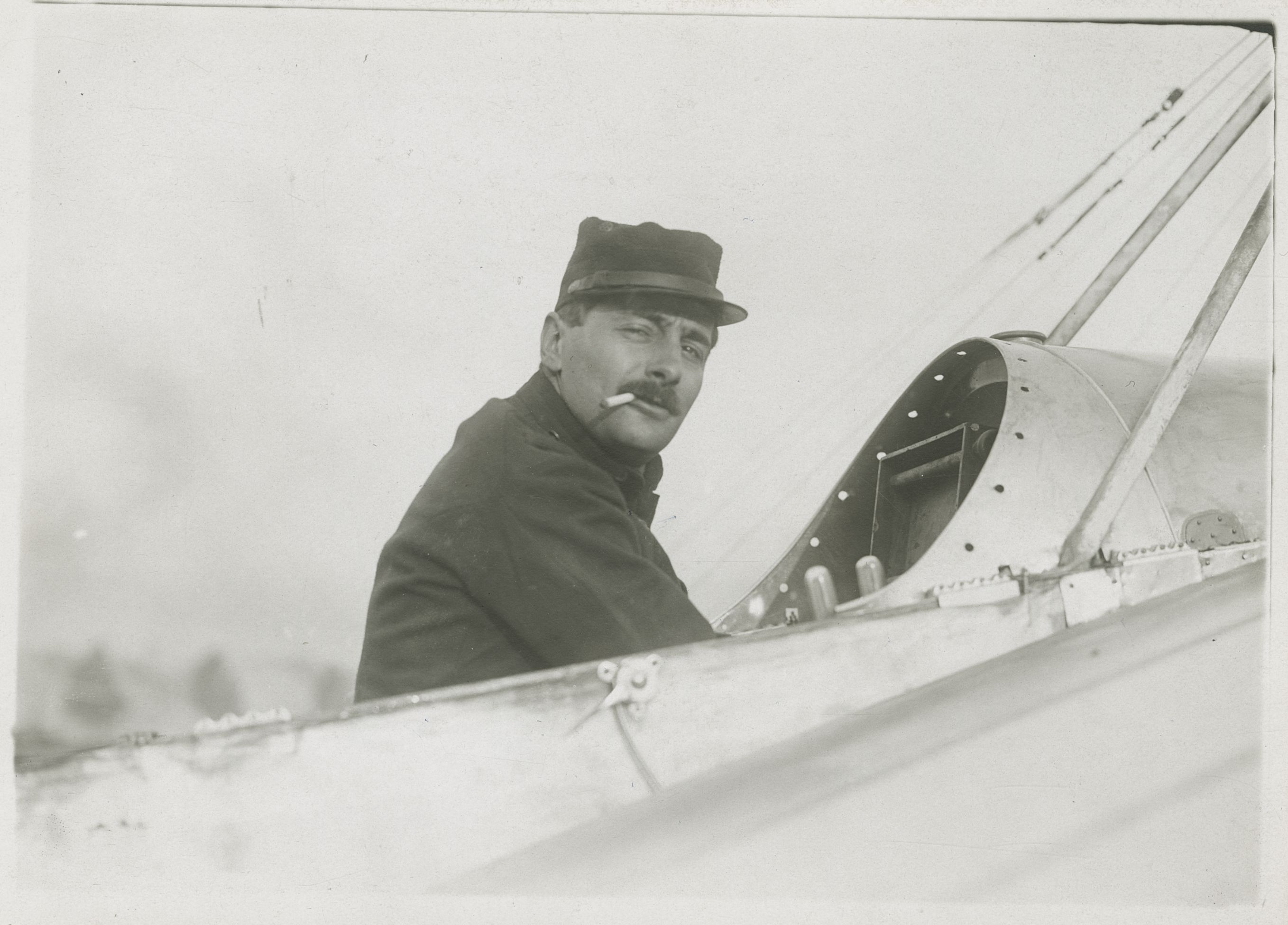
Maurice Tabuteau dans son avion en 1910

Il se lance dès 1909 dans l'aviation, où il enregistrera de beaux succès : la Fédération aéronautique internationale a enregistré sept records au nom de Maurice Tabuteau (des records de distance, et surtout de vitesse), en 1910 et 1912.
Le brevet de pilote no 128 lui est attribué le 1er juillet 1910. Le 19 août 1910, il remporte le prix de la ville de Bayonne, soit 1 000 francs pour avoir survolé le premier l'agglomération
de Bayonne et, le 31 décembre 1910, la coupe Michelin grâce à un vol réalisé la veille de 584,935 kilomètres, empochant donc les 20 000 francs mis en jeu. Le 28 septembre, il vole de Biarritz à Saint-Sébastien, où a lieu un meeting d'aviation, ce qui lui donne l'occasion d'atterrir sous les yeux du roi Alphonse XIII. Le 3 octobre il effectue le vol de retour en franchissant les Pyrénées, remportant de ce fait la coupe Brodsky.
Le 28 mai 1911, Tabuteau est sur la ligne de départ de la course Paris – Rome – Turin, une épreuve en aéroplane de 2 095 kilomètres, dont le départ a lieu à l’aérodrome de Buc. Cette compétition étant organisée par le Petit Journal.

Le 4 juin 1911, il « inaugure les voyages conjugaux » en emmenant sa femme, pour se rendre par la voie des airs chez ses beaux-parents à Samois. Engagé avec le no 1 sur biplan Bristol dans le Circuit européen en juillet, il est à l'arrivée neuvième et dernier mais il a bouclé le parcours, alors que 32 concurrents ont abandonné.
Il devient pilote d'essai chez Morane-Saulnier et bat en un seul vol, le 24 janvier 1912 à Pau sur Morane-Saulnier à moteur Gnome de seulement 50 ch, les records de vitesse sur 200, 250 et 300 km et les records de distance des 2 heures et des 3 heures. Le 11 mars 1912, il frappe les esprits en réalisant, toujours sur Morane à moteur Gnome de 50 ch, le voyage Pau-Paris « dans la moitié du temps que met à le couvrir le rapide de Bordeaux » (escales déduites).
Il s'attaque le premier, en 1912, à la coupe Deutsch de la Meurthe et en est, à la moyenne de 112 km/h, le 27 avril le premier « tenant ». Mais la coupe lui est ravie le 1er mai par Emmanuel Helen, qui, sur Nieuport à moteur Gnome de 70 ch, porte la vitesse à battre sur le même tour de Paris à 126 km/h. À la fin de l'année 1912, Tabuteau se range des avions pour revenir à l’automobile, comme directeur commercial des automobiles Alda. La première Guerre mondiale le ramènera un temps à l’aviation, d’abord comme moniteur de perfectionnement, puis en mission aux États-Unis où il participe au développement du moteur Liberty.

## Membre du cercle des Apaches
Maurice Tabuteau était un ami du compositeur Maurice Ravel et, avant 1914, il fut un des piliers du cercle de mélomanes et d'amateurs d'arts dit des Apaches. « Les samedis de l’Apachie reflètent le sérieux du moment, et ses membres observent une grande discipline, copiant souvent des nuits entières le matériel d’orchestre du lendemain. Le rapatriement tardif des bénévoles est assuré par Maurice Tabuteau, l’aviateur de demain, que l’on rencontre généralement sous le piano, surtout quand on joue Thamar. Il prétend y entendre rouler les flots du Terek sauvage mieux qu’au Caucase lui-même. Et, d’un coup de sa vieille Panhard, il vous enlève le circuit Saint-Cloud-Schmitt, Ravel-Levallois, Fargue-Gare de l’Est »

## Vie privée
Il fut marié à deux reprises en 1907 à Blanche Popp et en 1957 à Régine Mourgeon, et repose au cimetière de Chavenay dans les Yvelines .

## Distinctions
- 1910 :  Chevalier de l'ordre de Charles III d'Espagne[21]
- 1913 :  Chevalier de la Légion d'honneur[22]